# Index Copernicus
Index Copernicus – polska firma wspierająca i promująca osiągnięcia nauki na arenie międzynarodowej. Głównymi obszarami działań Index Copernicus są upowszechnianie, parametryzacja i komercjalizacja nauki. W oparciu o autorskie rozwiązania, Index Copernicus jest twórcą narzędzi informatycznych dotyczących gromadzenia, przetwarzania i dystrybucji informacji o osiągnięciach naukowych. Index Copernicus wspiera polską naukę, szczególnie współpracę pomiędzy naukowcami, wydawcami czasopism naukowych, jednostkami naukowymi oraz sektorem przedsiębiorstw. 

## Działalność
Index Copernicus jest współtwórcą Systemu Informacji o Nauce i Szkolnictwie Wyższym POL-on. W ramach partnerstwa z Ministerstwem Nauki i Szkolnictwa Wyższego zaprojektował oraz wykonał autorski System Ewaluacji Dorobku Naukowego (SEDN). Za pomocą systemu SEDN realizowany jest proces ewaluacji jednostek naukowych w Polsce, w wyniku którego jednostki otrzymują kategorię naukową (C, B, A, A+).
Index Copernicus był także technicznym operatorem krajowego repozytorium publikacji naukowych – Polskiej Bibliografii Naukowej – za pomocą którego realizowane są ustawowe obowiązki sprawozdawcze jednostek naukowych oraz systemu POL-index– bazy, w której gromadzone były informacje o cytowaniach czasopism. 
W obrębie działań aktualnie realizowanych przez Index Copernicus jest: 
1. ICI Science Evaluation – Współpraca z jednostkami naukowymi afiliowanymi w Polsce w obszarze ich przygotowania do ewaluacji jakości działalności naukowej prowadzonej przez Ministerstwo Nauki i Szkolnictwa Wyższego[4];
2. ICI Publishing – Wydawanie kilku tytułów polskich czasopism naukowych, w tym m.in. „Otolaryngologia Polska”, „Ból", „Muzealnictwo”, „Polski Przegląd Chirurgiczny”, „Polski Przegląd Otorynolaryngologiczny”[5];
3. ICI Publishers Panel – Udostępnianie systemu elektronicznego do prowadzenia wersji online czasopisma oraz zarządzania procesem redakcyjnym[6];
4. ICI World of Journals – Gromadzenie informacji o czasopismach naukowych z całego świata[7];
5. ICI Journals Master List – przeprowadzanie corocznej oceny parametrycznej czasopism zgłoszonych do ewaluacji[8].

W latach 2019–2021 Index Copernicus przeprowadził pierwszy w Polsce kompleksowy projekt zliczenia cytowań CiteIndex. Jego wyniki opublikowane zostały na III Ogólnopolskiej Konferencji Komisji ds. Wydawnictw Naukowych przy KRASP pt.: Publikacje cyfrowe jako element systemu ewaluacji jakości działalności naukowej. Wyzwania związane z rozwojem sztucznej inteligencji. Raport z projektu CiteIndex opublikowany został w "Białej Księdze. Raporcie na temat rynku wydawnictw naukowych w Polsce w 2023 roku".

## Kontrowersje
Biblioteki i instytucje zagraniczne ostrzegają przed czasopismami, które używają wskaźnika Index Copernicus, tzw. Index Copernicus Value, jako prawdopodobnymi czasopismami drapieżnymi. Powstają prace naukowe, które wskazują, że wskaźniki Index Copernicus są „mylące, a obliczone wartości są niewiarygodne”, są „fałszywą metryką” lub analizują rolę Index Copernicus Value w naukowym spamie.

### Kontrowersja nr 1
W 2013 roku Emanuel Kulczycki zauważył, że podczas gdy Index Copernicus tworzyło bazę POL-on, jednocześnie oferowało płatną przyspieszona drogę ewaluacji czasopisma, która umożliwiała indeksację punktowaną w tejże ewaluacji prowadzonej przez Ministerstwo Nauki i Szkolnictwa Wyższego. Zdaniem Kulczyckiego zachodził tu w związku z tym jawny konflikt interesów.

### Kontrowersja nr 2
Działalność Index Copernicus podawana jest w wątpliwość w wyniku zamieszczenia bazy ICI Journals Master List na liście fałszywych metryk bibliometrycznych przez amerykańskiego autora Jeffreya Bealla (rok ostatniej edycji listy: 2016). Powody, dla których Jeffrey Beall uznał bazę indeksacyjną za fałszywą to np.: pobieranie opłat za indeksację, występowanie frazy „Impact Factor” w nazwie wyliczanego wskaźnika, czy też nieoryginalna i nienaukowa metodyka oceny czasopism. Kontrowersyjność dzieła Bealla spowodowała powstanie kilku publikacji powielających zarzuty znajdujące się na liście. Powody, dla których inni autorzy uznają bazę Index Copernicus za fałszywą a proces oceny czasopisma jako bezwartościowy to przyznawanie wyższej punktacji dla czasopism względem takich tytułów jak „Science” czy „Nature” oraz powoływanie się na posiadanie wskaźnika wyliczanego przez Index Copernicus przez czasopisma uznane za „drapieżne”.

## Sukcesy
Baza ICI Journals Master List była jedną z 17 (w ewaluacji 2012 r.) i jedną z 35 (w ewaluacji 2015 r.) baz referencyjnych wskazanych w zasadach oceny czasopism naukowych MNiSW obok kluczowych międzynarodowych baz czasopism – Web of Science, Scopus, PubMed, DOAJ – oraz krajowych baz czasopism prowadzonych np. przez partnera w projekcie Ministerstwa – Interdyscyplinarne Centrum Modelowania Matematycznego i Komputerowego UW (ICM UW) – CEJSH, BazTech, AGRO. Lista baz referencyjnych była wytypowana przez ekspertów ze środowiska naukowego.
Index Copernicus prowadzi ocenę czasopism w bazie ICI Journals Master List od 2005 roku. Fakt, że firma przeprowadza proces oceny czasopism nieprzerwanie od prawie 20 lat a liczba redakcji zgłaszających się do ewaluacji stale rośnie świadczy o tym, że etyczność działalności firmy Index Copernicus jest uznawana zarówno przez krajowe, jak i zagraniczne instytucje naukowe. Przyspieszona droga ewaluacji czasopisma – „Ewaluacja na Życzenie” jest stale dostępną usługą dodatkową dla redakcji czasopism naukowych. Jak czytamy: "Ewaluacja w trybie standardowym jest bezpłatna (...). Należy pamiętać, że zamówienie Ewaluacji na Życzenie nie zwalnia z konieczności spełnienia kryteriów wstępnych oraz warunków formalnych indeksacji, które są niezbędne do weryfikacji czasopisma oraz obliczenia wskaźnika ICV. Zamówienie Ewaluacji na Życzenie nie powoduje automatycznej indeksacji czasopisma w bazie ICI Journals Master List".
Podczas oceny w bazie ICI Journals Master List prowadzona jest weryfikacja czasopism pod kątem stosowania rzetelnych usług redakcyjnych. Czasopisma, które negatywnie przejdą proces takiej weryfikacji oznaczone zostają statusem Predatory Alert (np. czasopismo „World Journal of Pharmaceutical Research") lub Transparency Warning (np. czasopismo „International Letters of Natural Sciences" posiadające 20 punktów na wykazie Ministerstwa Nauki i Szkolnictwa Wyższego z dnia 5 stycznia 2024 r.).
W roku 2024 w prowadzonej przez Index Copernicus bazie:
1. zarejestrowanych jest ponad 70 tysięcy wizytówek czasopism;
2. zaindeksowanych jest ponad 4890 czasopism;
3. ostrzeżeniem „Transparency Warning” oznaczonych jest ponad 1100 czasopism;
4. ostrzeżeniem „Predatory Alert” oznaczonych jest ponad 60 czasopism[25].